# Liste des abbés de Saint-Sauveur de Figeac
Liste des abbés de l'abbaye Saint-Sauveur de Figeac.
- 752-7?? : saint Anastase
- 7??-8?? : Jean I
- 8??-822 : Etienne
- 822-832 : Adhémar I
- 832-857 : Géraud I
- 857-8?? : Raoul
- 8??-9?? : Adalard
- 9??-9?? : Géraud II
- 9??-974 : Calston
- 974-988 : Adace
- 988-9?? : Géraud II
- 9??-10?? : Roger
- 10??-10?? : Adalgeire
- 10??-10?? : Lautard
- 10??-10?? : Guillaume I
- 10??-1074 : saint Hugues I de Semur
- 1074-1090 : Guillaume II
- 1090-1119 : Airaud
- 1119-1140 : Dieudonné
- 1140-11?? : Adhémar II
- 11??-1180 : Hugues II de Montmurat
- 1180-1181 : Ebles de Ventadour
- 1181-1226 : Guillaume III de Balaguier
- 1226-1237 : François I
- 1237-1243 : Raymond I de La Chaise
- 1243-1245 : Guillaume IV de Bessens
- 1245-1254 : Adhémar III
- 1254-1259 : Gaillard I de Cardaillac
- 1259-1260 : Bertrand de Montaigu
- 1260-1288 : Gaillard II de Montaigu
- 1288-1291 : Luc de Grisis
- 1291-1309 : Bérenger I d’Aiguevive
- 1309-1314 : Géraud IV
- 1314-1315 : Bérenger II
- 1315-1327 : Guillaume V de Ventadour
- 1327-1377 : Géraud III de Lentillac
- 1377-1395 : Guibert de Boisset
- 1395-1410 : Astorge I
- 1410-1441 : Bégon de Roquemaurel
- 1441-1447 : Astorge II de Roquemaurel
- 1447-1448 : Jean II Loup
- 1448-1475 : Jean III de Narbonne de Talairan
- 1475-1476 : Raymond II de Bonant
- 1476-1525 : Louis I de Saint-Germain
- 1526-1540 : Antoine de Roquemaurel
- 1540-1559 : cardinal Jean-Pierre Caraffa
- 1559-1566 : cardinal Georges d’Armagnac
- 1567-1589 : Melchior de Lévis-Caylus
- 1589-1600 : François II d’Amboise de Chaumont
- 1600-1605 : François III de La Tour d’Auvergne
- 1605-1624 : Raymond III Gerbais
- 1624-1657 : Louis II de Crussol d’Uzès
- 1657-1712 : Jean IV Armand de Fumée des Roches de Saint-Quentin
- 1712-1748 : Gaspard de Thomas de La Valette
- 1749-1789 : Alexandre Lascaris de Tende de Vintimille

## Source
Source : Gallia Christiana